# Pješčana Uvala
Pješčana Uvala (italsky Valsabbion) je vesnice a přímořské letovisko v Chorvatsku v Istrijské župě, spadající pod opčinu Medulin. Nachází se asi 1 km jižně od Puly. V roce 2011 zde žilo 576 obyvatel v 222 domech. Název znamená "písečná zátoka".
Sousedními vesnicemi jsou Vinkuran a Vintijan, sousedním městem Pula.